# Zawór Dunlopa

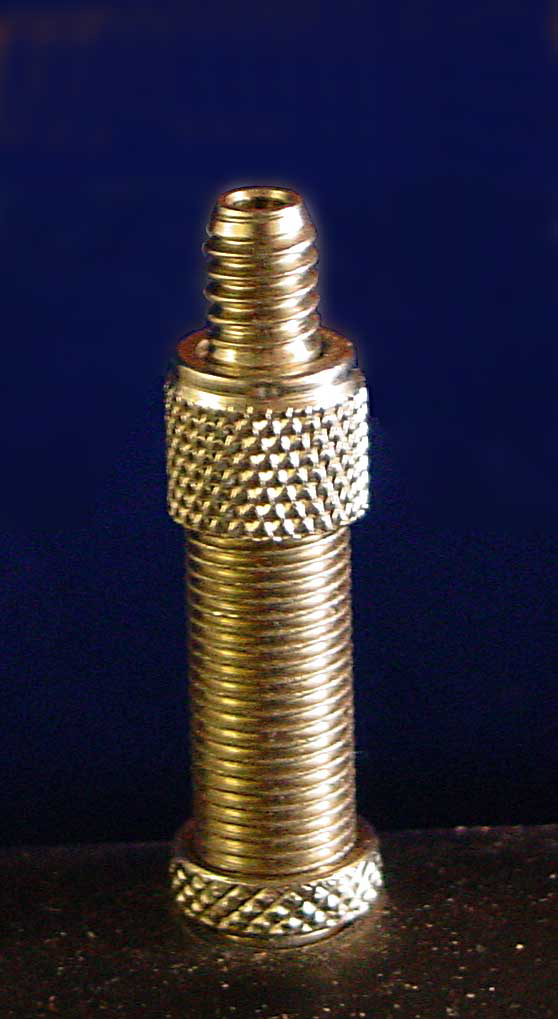
Zawór Dunlopa

Zawór Dunlopa (ang. Dunlop valve lub DV) – rodzaj zaworu stosowanego w dętkach rowerowych, najczęściej nazywany wentylem rowerowym, zaworem Woodsa (ang. Woods valve) lub zaworem angielskim (ang. English valve).

## Budowa
Jest najprostszym z trzech najbardziej rozpowszechnionych wentyli rowerowych (obok Presta i Schradera). Składa się z gwintowanej zewnętrznie metalowej rurki, zwulkanizowanej z dętką, oraz rdzenia osadzonego na zewnętrznym końcu rurki. Dodatkowo może być wyposażony w nakrętkę zabezpieczającą przed zabrudzeniem.
Konstrukcja rdzenia zaworu różni się nieco w zależności od producenta. Jednym z możliwych typów jest metalowa rurka o zamkniętym końcu, z otworem wlotowym powietrza w bocznej ściance; na tę rurkę naciągnięta jest ciasno rurka z miękkiej gumy. Wyższe ciśnienie w dętce powoduje zaciskanie się gumowej membrany na rdzeniu, blokując otwór wlotowy. Obecnie najczęściej spotyka się wersje wentyla z zastosowaniem kulki stalowej wewnątrz rdzenia zamiast gumowej rurki na zewnątrz.

## Zastosowanie
Przed rokiem 1990 był praktycznie jedynym typem zaworu w dostępnych na polskim rynku dętkach rowerowych – stąd określany często jako wentyl rowerowy. 
Największą zaletą tego zaworu jest jego prosta budowa i związana z tym duża odporność na uszkodzenie podczas pompowania – zwłaszcza w porównaniu do wentyla Presta. Zasadniczą wadą tej konstrukcji jest jednostronne działanie zaworu – wypuszczenie powietrza jest możliwe tylko przez wykręcenie rdzenia, więc zmierzenie ciśnienia w dętce jest niemożliwe. Obecnie montowany głównie w najtańszych rowerach, jednak i tam konkuruje z nim wentyl Schradera, który ma podobną średnicę (często pasuje do tych samych obręczy) i może być pompowany pompkami samochodowymi.